# Andersonia geniculata
Andersonia geniculata är en ljungväxtart som beskrevs av Lemson. Andersonia geniculata ingår i släktet Andersonia och familjen ljungväxter. Inga underarter finns listade i Catalogue of Life.